# 梅原真
梅原 真（うめばら まこと、1950年 - ）は、日本のグラフィックデザイナー。梅原デザイン事務所代表。「土地のチカラを引き出すデザイン」で2016年度 毎日デザイン賞・特別賞。武蔵野美術大学客員教授。

## 来歴
高知県高知市出身。大学卒業後、RKCプロダクション美術部に入社。日本テレビで研修後、スタジオの大道具担当になる。25歳の時、スペインへ渡り休職。1979年、退職後にアメリカ大陸を横断し、サンフランシスコ滞在を経て帰国の後、梅原デザイン事務所を設立。高知を拠点に「一次産業×デザイン＝風景」をモットーにデザイン活動を展開。
1988年、「土佐一本釣り・藁焼きたたき」のデザインでカツオの一本釣り漁法を支え、8年間で年商20億円の産業を作り出す。1989年、高知県大方町にて、4kmの砂浜を巨大なミュージアムに見立てた「砂浜美術館」をプロデュース。毎年5月に開かれる「Tシャツアート展」はモンゴル、ガーナなど海外でも行われている。
1995年からは「四万十ドラマ」のプロデュースを進め、四万十川流域の産業再生を目指す。“四万十川流域で販売するものはすべて古新聞で包もう！”をコンセプトに始めた「しまんと新聞バッグ」は、震災後の東北で「ツクルシゴトツクル」プロジェクトとして被災地に作る仕事を生み出し、“新聞紙で地球を包もう”をコンセプトにベルギー、ニューヨークなど世界へ展開してい。。
2009年、高知県の森林率が84%で日本一であることをブランド化し、新たな価値を創り出す「84プロジェクト」を始動。ローカルに軸足をおき、考え方そのものをデザインする仕事は、全国、世界へと広がっている。
2010年、秋田県のスーパーバイザーとなり「あきたびじょん」のコンセプトを提案。プロデュースを手がける。
新しい価値を生み出すためには、小学生の頃から「デザイン的思考」を認識することが大切であると考え、通信簿の「図工」に「デ」を加え 「図工・デ」とする「図工・デ」運動を提案中。
2008年頃から四万十川流域の栗を使った商品ブランド「しまんと地栗」のプロデュースを手がける。近年栗の生産量が急落してきたことを受け、栗山の再生を提案。3年で1万5千本の栗の木を植樹し、生産量を回復させる取り組みを進めている。生産する栗はすべて農薬不使用。自然の甘みを生かし、商品の加工には砂糖をほとんど使わないのも特徴。商品の一つ、「ジグリキントン」は加糖率を10%にまで抑え、栗本来の甘みを際立たせた。「中山間地域が生き残るためには、食の安全性という概念が大切。農薬をやめる、不必要な砂糖をやめる。田舎ならではの引き算の法則で、この土地らしい商品を作ることが重要」と語っている。
2015年10月にリニューアルした「NPO法人RIVER」（高知県四万十町）が運営する会員制度「RIVER」。このコンセプトワークを手がけ、豊かさとは何かをテーマとした会員紙もプロデュースしている。
商品デザインだけでなく、企画のプロデュース、企業経営、地域再生などでも才覚を発揮。その足跡はグラフィックデザイナーの範疇を超えている。
2016年 毎日デザイン賞特別賞を「土地の力を引き出すデザイン」で受賞。
2019年より秋田米新品種ブランド化総合プロデューサー。「サキホコレ」をプロデュース。

## 仕事のスタンス
自らの拠点である高知のプロジェクトを中心に、都会や都市には目もくれず、“日本のはしっこ”の一次産業ばかりを手がけている。
基本的に一次産業と地域に関する仕事しか受けない。大企業からの依頼も来るが、多忙を理由に断っている。最近でこそ、県外の仕事を受けるようになったが、長い間高知県外の仕事を受けなかった。
仕事を受けると、何度も現地に通い、地元の人々の話を聞き、時に議論しながら現場で答えを見つけ出す。
都会ではなくローカルがフィールドであるため、かっこよさよりも消費者を振り向かせるインパクトを大事にする。クリエーターのデザイン主体による都会的な伝達方法ではなく、より消費者の目線に立った視点で、商品を買い物カゴに入れるまでをデザインしている。
本人は自分の肩書きを「グラフィックデザイナー」と言うことを好まない。あくまで「デザイン的思考をする人」であるという思いから、自らを「デザイナー」と言っている。
39歳の頃に四万十川中流域、十和村の沈下橋の向こう側に移住。手すりも欄干もないシンプルな橋は、大雨が降ると川に沈み、収まると顔を出す。四万十の風景に馴染んだ沈下橋の姿から、等身大の田舎でいいのだと悟り、それがデザイナーとしての原点となる。
昨今の地方創生の流れについて、その成否には地方に住むデザイナーの関わり方が大きく左右すると考えている。「地方は行政の補助金をあてにしたり、逆にお金があるとすぐ都会に外注してきたから考える力を失ってしまった。システムの中で生きずに、自分たちでゼロから市場を生み出す努力をする必要がある。地方は自分で考えろ、と大声で言いたい」と指摘している。

## 主な作品
- 『土佐一本釣り・藁焼き鰹たたき』（明神水産）[17][18]
- 『砂浜美術館』[19][20]
- 『水の本』（四万十ドラマ）[21]
- 『しまんと地栗』（四万十ドラマ）
- 『四万十のひのき風呂』（四万十ドラマ）
- 『しまんと紅茶』（四万十ドラマ）
- 『しまんと新聞バッグ』（四万十ドラマ）
- 『島じゃ常識さざえカレー』（隠岐どうぜん農業共同組合）[22][23]
- 『ぽん酢しょうゆ・ゆずの村』（馬路村農業協同組合）[24]
- 『四万十川の青のり』（加用物産）[24]
- 『天日塩アイス』『おいしいんだものシリーズ』（高知アイス）[24]
- 『とさのかぜ』（高知県）[24]
- 『やんばる ふんばる』（沖縄県国頭村）[24]
- 『男の石鹸』（埼玉県皆野町商工会）[24]
- 『きびなごフィレ』『きびなごペースト』『バジルペースト』（土佐佐賀産直出荷組合）[15]
- 『伊勢手掘りあさり』（荒木海産）[24]
- 『活版カレンダ』（内外典具帖紙）[12]
- 『あきたびじょん』（秋田県）
- 『ないものはない』（島根県・海士町）
- 『梅原真・とさのかぜ展』（第614回デザインギャラリー1953）2005年

## TV出演
- プロフェッショナル 仕事の流儀（2012年）
- 東北発☆未来塾（2013年）
- 日経スペシャル カンブリア宮殿 田舎の埋もれた宝を"デザイン"の力で輝かせる男！（2015年10月29日、テレビ東京）[25][16][26]
- デザインあ
- デザイントークス＋

## 書籍

### 著書
- 『土佐の味 ふるさとの台所』（編集:高知県生活改善協会、取材・構成・デザイン:梅原真）（1987年、高知県農業改良普及協会）
  - 『土佐の味 ふるさとの台所』（編集:高知県生活改善協会、取材・構成・デザイン:梅原真）（2016年4月28日、「ふるさとの台所」復刻を熱望する会）
- 『ニッポンの風景をつくりなおせ 一次産業×デザイン=風景』（2010年7月9日、羽鳥書店）ISBN 978-4904702123
- 『梅原デザインはまっすぐだ!』（著者:梅原真 原研哉）（2011年7月4日、羽鳥書店）ISBN 978-4904702239
- 『ありえないデザイン ソリストの思考術 クリエイターの見方と考え方1』（2013年11月25日、六耀社）ISBN 978-4897377568
- 『おいしいデ』（2018年7月2日、羽鳥書店）ISBN 978-4904702710
- 『わらうデ』（2023年5月8日、羽鳥書店）ISBN 9784904702901

### 関連書籍
- 『おまんのモノサシ持ちや！ 土佐の反骨デザイナー・梅原真の流儀』（著者:篠原匡）（2010年6月25日、日本経済新聞出版社）ISBN 9784532316211

### 雑誌
- 『AXIS』（2011年8月号、株式会社 アクシス）